# Billy Twelvetrees
William Wesley Twelvetrees (Chichester, 15 de noviembre de 1988) es un jugador británico de rugby que se desempeña como centro y juega en el Gloucester Rugby de la Premiership inglesa.

## Carrera
Debutó en la primera de los Bedford Blues, un equipo de la segunda división, en 2008 y solo jugó esa temporada. Al finalizar la misma, el jugador de 20 años había marcado 161 puntos y su tremendo desempeño le abrió una variedad de ofertas de la primera división.

### Leicester Tigers
Fue contratado por el equipo más laureado del país; los Leicester Tigers, por tres temporadas. Debutó con el equipo en octubre, entrando los últimos 10 minutos en reemplazo de Dan Hipkiss y terminó siendo elegido el jugador del partido tras marcar el try de la victoria. Desafortunadamente se lesionó el partido siguiente y al finalizar la temporada solo había jugado seis partidos.
La temporada siguiente se lesionaron al inicio de la misma el apertura titular Toby Flood, su suplente George Ford e increíblemente el reserva Jeremy Staunton. Debido a su destreza con el pie, Twelvetrees fue nombrado el apertura titular hasta el regreso de los lesionados.

### Gloucester Rugby
En enero de 2012 fue adquirido por su club actual, en un contrato de dos años y en septiembre renovó por cuatro temporadas más. Es el capitán del equipo desde su nombramiento en agosto de 2015.

## Selección nacional
Fue convocado a los England Saxons en 2011. Dos años después integró al XV de la Rosa que participó del Torneo de las Seis Naciones 2013 y adquirió una cierta regularidad, pero no volvió a ser convocado desde agosto de 2015. En total jugó 22 partidos y marcó 15 puntos, productos de 3 tries.
En 2013 fue seleccionado de emergencia a los British and Irish Lions debido a los jugadores lesionados en la Gira de Australia 2013 pero no jugó ningún test match.

## Palmarés
- Campeón de la Churchill Cup de 2011.
- Campeón de la Copa Desafío Europeo de 2014–15.
- Campeón de la Premiership Rugby de 2009–10.
- Campeón de la Anglo-Welsh Cup de 2010–11.
- Campeón del Premiership Rugby Sevens Series de 2013 y 2014.